# Winona (Minnesota)
Winona is een plaats (city) in de Amerikaanse staat Minnesota, en valt bestuurlijk gezien onder Winona County.

## Demografie
Bij de volkstelling in 2000 werd het aantal inwoners vastgesteld op 27.069.
In 2006 is het aantal inwoners door het United States Census Bureau geschat op 26.533, een daling van 536 (-2.0%).

## Geografie
Volgens het United States Census Bureau beslaat de plaats een oppervlakte van
61,0 km², waarvan 47,2 km² land en 13,8 km² water.

## Plaatsen in de nabije omgeving
De onderstaande figuur toont nabijgelegen plaatsen in een straal van 16 km rond Winona.

## Geboren in Winona
- Roy Andrew Miller (1924 - 2014), linguïst
- Winona Ryder (1971), actrice